# Pyricularia parasitica
Pyricularia parasitica är en svampart som beskrevs av Ellis & Everh. 1893. Pyricularia parasitica ingår i släktet Pyricularia och familjen Magnaporthaceae.   Inga underarter finns listade i Catalogue of Life.